# BMW Z4
La BMW Z4 è un modello di roadster tedesca di fascia medio-alta, lanciata dalla casa bavarese BMW nel 2002 per sostituire la BMW Z3 e prodotta nelle sue prime due generazioni fino al 2016. La terza generazione è stata invece lanciata nel 2018, per debuttare nei concessionari a partire dai primi mesi del 2019. La lettera Z abbrevia la parola tedesca Zukunft, che significa "futuro".

## Storia
La Z4 nacque per sostituire la precedente roadster bavarese, la Z3. 
Il pianale della prima Z4 fu quella della contemporanea Serie 3, modificato ed adattato alla mancanza del tettuccio. Il modello venne sviluppato inizialmente con un tettuccio in tela ripiegabile e, successivamente, venne introdotta una versione Coupé, identificata dalla sigla E86.
La successiva generazione, introdotta all'inizio del 2009, utilizzò lo stesso telaio, aggiornato. A differenza delle versioni precedenti venne proposta unicamente con un tettuccio rigido ripiegabile.
La terza generazione ha seguito invece un iter progettuale differente ed è stata sviluppata attraverso una joint-venture con Toyota: la parte meccanica della Z4 G29 è condivisa con la quinta generazione della coupé sportiva Supra.

## Riepilogo
| BMW Z4 Roadster E85 | BMW Z4 Coupé E86 | BMW Z4 Roadster E89 | BMW Z4 Roadster G29 |
| ------------------- | ---------------- | ------------------- | ------------------- |
|                     |                  |                     |                     |
|                     |                  |                     |                     |
| 2002-08             | 2006-08          | 2009-16             | dal 2019            |